# 林姓 (日本)
林是日本姓氏之一，也是日本一字姓氏中人口最多的一個。在日本一般姓氏列表中排名第十八位。其與漢人姓氏林姓沒有關係。

## 起源
| 標題     | 本姓                                   | 家祖   | 種別              | 出身地                   |
| -------- | -------------------------------------- | ------ | ----------------- | ------------------------ |
| 尾張林氏 | 越智氏庶流稲葉庶流                     | 林通村 | 武家              | 尾張国春日井郡沖村的土豪 |
| 三河林氏 | 清和源氏義光流小笠原支流               | 林政家 | 武家 華族（男爵） | 信濃国                   |
| 加賀林氏 | 藤原北家利仁流斎藤支流                 | 林貞宗 | 武家              | 加賀国拝師郷             |
| 林家     | 以林羅山為始祖的儒学者、朱子学者家族。 |        |                   |                          |

## 歷史人物
- 林秀貞（1513年－1580年（天正8年））官位：佐渡守。安土桃山時代人物，織田氏重臣。
- 林羅山（1583年－1657年3月7日） - 日本江戶時代初期的儒學家。
- 林鵞峰（1618年7月21日－1680年6月1日） - 林羅山第三子，日本江戶時代前期儒學學者。
- 林鳳岡（1645年1月11日－1732年7月22日） - 林鵞峰次子，日本江戶時代儒學學者。
- 林銑十郎（1876年2月23日－1943年2月4日） - 陸軍將領・政治人物、第33代首相
- 林芙美子（1903年12月31日－1951年6月28日） - 日本作家、小說家及詩人
- 林忠四郎（1920年7月25日－2010年2月28日） - 日本天文學家。

## 現代人物
- 林幹雄 - 日本政治人物
- 林敬三 - 日本陸上自衛隊將領、第一屆統合幕僚會議議長（三軍總參謀長）
- 林和人 - 日本北海道電視台男性播報員
- 林剛史 - 日本男性演員
- 林俊宏 - 日本棒球選手
- 林佳樹（Yoshiki） - 日本音樂家、作曲人、作曲家及唱片監製，日本著名搖滾樂團X Japan團長
- 林丹丹 - 日本出生的中日混血女星
- 林宏司 - 日本電視劇編劇
- 林昌樹 - 日本福井縣勝山市出身的職棒選手
- 林明日香 - 日本女歌手
- 林未紀 - 日本女藝人
- 林芳正 - 日本政治人物
- 林文子 - 日本女政治人物
- 林遣都 - 日本男演員
- 林郁夫 - 原奧姆真理教幹部成員
- 林彰洋 - 日本足球選手
- 林大地 - 日本足球選手
- 林穗之香 - 日本女足球選手
- 林晃汰 - 日本棒球選手
- 林瑠奈 - 日本偶像团体乃木坂46四期生
- 林鼓子 - 日本女性配音员